# Demi Lovato: Live: Walmart Soundcheck
Albums de Demi Lovato
Here We Go Again Unbroken
Demi Lovato: Live: Walmart Soundcheck est un album live écrit et composé par la chanteuse et musicienne américaine Demi Lovato. Cet opus rassemble six titres phares de Demi Lovato avec une interview exclusive. Les titres sortent des deux premiers albums de Demi Lovato: Don't Forget et Here We Go Again. Il est sorti le 10 novembre 2009 un peu partout dans le monde sous le label de Hollywood Records.

## Pistes
| No | Titre             | Durée |
| -- | ----------------- | ----- |
| 1. | Get Back          |       |
| 2. | La La Land        |       |
| 3. | Remember December |       |
| 4. | Don't Forget      |       |
| 5. | Solo              |       |
| 6. | Here We Go Again  |       |

## Commentaires
Demi Lovato a déclaré que dans cet album live, c'est vraiment elle et qu'on ressent sa force et son énergie dans ses performances. Elle a choisi ses chansons parce que, pour elle, ce sont les morceaux les plus forts des deux opus.